# Кубок Рівненської області з футболу
Кубок Рі́вненської о́бласті з футбо́лу — обласні футбольні змагання серед аматорських команд. Проводяться під егідою Федерації футболу Рівненської області. Першим володарем Кубка часів Незалежності став рівненський «Локомотив». Діючий володар трофею - ОДЕК (Оржів). Він же найчастіше вигравав Кубок Рівненщини з футболу - 13 разів і 4 рази грав у фіналі.

## Усі переможці
| Сезон | Володар                  | Фіналіст                    | Рахунок                                                                                |
| ----- | ------------------------ | --------------------------- | -------------------------------------------------------------------------------------- |
| 1992  | "Локомотив" (Рівне)      | "Старт" (Дубровиця)         | 1:1 і 2:0                                                                              |
| 1993  | "Кристал" (Дубно)        |                             |                                                                                        |
| 1994  | "Кристал" (Дубно)        | "Текстильник" (Дубровиця)   | 1:0 і 1:0                                                                              |
| 1995  | "Екосервіс" (Рівне)      | «Ізотоп-РАЕС» (Вараш)       |                                                                                        |
| 1996  | «Ізотоп» (Вараш)         |                             |                                                                                        |
| 1997  | "Случ" (Березне)         | "Хімік" (Рівне)             | 2:1 і 1:1                                                                              |
| 1998  | "Случ" (Березне)         | "Сокіл" (Радивилів)         | +:-                                                                                    |
| 1999  | "Сокіл" (Радивилів)      | «Ізотоп» (Вараш)            | 4:0                                                                                    |
| 2000  | "Хімік" (Рівне)          | "Локомотив" (Здолбунів)     | 2:1                                                                                    |
| 2001  | «ОДЕК» (Оржів)           | "Іква" (Млинів)             | 4:3 в д.ч.                                                                             |
| 2002  | "Іква" (Млинів)          | «ОДЕК» (Оржів)              | 3:1                                                                                    |
| 2003  | «ОДЕК» (Оржів)           | "Локомотив" (Здолбунів)     | 3:2                                                                                    |
| 2004  | «ОДЕК» (Оржів)           | "Волинь-Цемент" (Здолбунів) | 2:0                                                                                    |
| 2005  | "Сокіл" (Радивилів)      | «ОДЕК» (Оржів)              |                                                                                        |
| 2006  | «ОДЕК» (Оржів)           | «Маяк» (Сарни)              | 3:0 (Р. Волох, А. Давидюк, С. Примак)                                                  |
| 2007  | «ОДЕК» (Оржів)           | «Ізотоп» (Кузнецовськ)      | 2:1                                                                                    |
| 2008  | «Маяк» (Сарни)           | «ОДЕК» (Оржів)              | 1:1 (по пенальті 5:4)                                                                  |
| 2009  | «ОДЕК» (Оржів)           | «Ізотоп-РАЕС» (Вараш)       | 2:0 (Т. Топоровський, В. Поліщук)                                                      |
| 2010  | «ОДЕК» (Оржів)           | «Славія» (Рівне)            | 1:0 (О. Кучер, з пен.)                                                                 |
| 2011  | «Маяк» (Сарни)           | «Енергія» (Володимирець)    | 2:2 (по пенальті 4:3, О. Бриж - 2 - В. Брикса, С. Кусік)                               |
| 2012  | «Славія» (Рівне)         | «Маяк» (Сарни)              | 0:0 (по пенальті 5:4)                                                                  |
| 2013  | ФК «Малинськ»            | «Сокіл» (Рівне)             | 1:0 д.ч. (Ю. Козлюк)                                                                   |
| 2014  | «ОДЕК» (Оржів)           | «Маяк» (Сарни)              | 0:0 (по пенальті 4:3)                                                                  |
| 2015  | «ОДЕК» (Оржів)           | ФК «Малинськ»               | 1:0 (В. Груша)                                                                         |
| 2016  | ФК «Малинськ» (Малинськ) | «ОДЕК» (Оржів)              | 2:1 (у дод.час, О. Гергелюк (пен.), Р. Савицький - П. Таргоній)                        |
| 2017  | «Маяк» (Сарни)           | ФК «Малинськ»               | 5:0 (В. Степанчук, І. Кедик - 2, О. Жданюк, О. Василечко)                              |
| 2018  | «ОДЕК» (Оржів)           | «Ізотоп-РАЕС» (Вараш)       | 2:0 (П. Таргоній (пен.), Ю. Капустинський)                                             |
| 2019  | «ОДЕК» (Оржів)           | ФК «Малинськ»               | 2:1 (В. Семенчук, М. Капустинський (пен.) - М. Гайдучик                                |
| 2020  | «ОДЕК» (Оржів)           | ФК «Зарічне»                | 6:1 (М. Коляда, П. Таргоній - 2, М. Гайдучик, В. Богданов, В. Газицький - Н. Гаврилюк) |
| 2021  | «ОДЕК» (Оржів)           | «Олімп» (Сарни)             | 2:0 (В. Семенчук, Р. Савицький)                                                        |
| 2022  | «Ізотоп-РАЕС» (Вараш)    | «Сокіл» (Садове)            | 2:1 (М. Засєкін, О. Поляков - Жак)                                                     |
| 2023  | «Маяк» (Сарни)           | «Олімп» (Немовичі)          | 4:1 (Дуляницький, Рудика, Крупко, Тимошицький - Полін)                                 |

Усі володарі:
| Кількість | Команда               | Роки                                                                         |
| --------- | --------------------- | ---------------------------------------------------------------------------- |
| 13        | «ОДЕК» (Оржів)        | 2001, 2003, 2004, 2006, 2007, 2009, 2010, 2014, 2015, 2018, 2019, 2020, 2021 |
| 4         | «Маяк» (Сарни)        | 2008, 2011, 2017, 2023                                                       |
| 2         | «Малинськ»            | 2013, 2016                                                                   |
| 2         | "Кристал" (Дубно)     | 1993, 1994                                                                   |
| 2         | "Сокіл" (Радивилів)   | 1999, 2005                                                                   |
| 2         | "Случ" (Березне)      | 1997, 1998                                                                   |
| 2         | «Ізотоп-РАЕС» (Вараш) | 1996, 2022                                                                   |
| 1         | "Хімік" (Рівне)       | 2000                                                                         |
| 1         | "Локомотив" (Рівне)   | 1992                                                                         |
| 1         | "Екосервіс" (Рівне)   | 1995                                                                         |
| 1         | "Славія" (Рівне)      | 2012                                                                         |
| 1         | "Іква" (Млинів)       | 2002                                                                         |